# Advance Wars: Dual Strike
Advance Wars: Dual Strike, conocido como Famicom Wars DS en Japón, es un videojuego táctico por turnos desarrollado por Intelligent Systems y distribuido por Nintendo para Nintendo DS. Es el tercer juego de la serie Advance Wars (y el 9.º en general de la serie Nintendo Wars) y el primero en salir en Nintendo DS. Llegó al mercado el 23 de junio de 2005 en Japón, el 22 de agosto de 2005 en Estados Unidos, el 30 de septiembre de 2005 en Europa y el 22 de marzo de 2006 en Australia.
Advance Wars: Dual Strike es la tercera entrega de la saga Advance Wars, siguiendo el hilo argumental de los juegos que le preceden, Advance Wars y Advance Wars 2: Black Hole Rising. No obstante, el siguiente título de la saga, Advance Wars: Dark Conflict, se aleja de los personajes y la trama de los 3 primeros títulos.

## Prólogo
Habían pasado meses desde la guerra que asoló Macro Land. En ella, Andy, Nell y el resto de los OJ derrotaron al ejército  de Black Hole. Por fin todos podían disfrutar de tan merecida paz.
Sin embargo, en el lejano continente de Omega Land se estaba fraguando una inquietante amenaza. Renacido de sus cenizas y con energías renovadas, Black Hole lanzó desde aquí una imparable y veloz ofensiva a las órdenes de su nuevo líder.
La última gran guerra dejó muchas preguntas sin respuesta, así que Orange Star, Blue Moon, Green Earth y Yellow Comet han unido sus fuerzas para crear la Alianza de Naciones. Decididos a liberar su tierra, han lanzado un contraataque...

## Modos
- Campaña: Es el modo principal del juego y donde se desarrolla la historia del juego. Consiste en una serie de misiones que sirven de trasfondo al hilo argumental.
- Batalla: Es un modo donde el jugador puede probar su habilidad en diferentes escenarios jugando contra 1, 2 o 3 oponentes controlados por el CPU. El objetivo de este modo es ganar puntos en función de la estrategia.
- Combate: En este modo pueden turnarse 2, 3 y hasta 4 jugadores con una Nintendo DS. Los jugadores deben mostrar cuál de ellos plantea una mejor estrategia sobre los demás en cualquiera de los mapas ofrecidos.
- Desafío: Se ofrecen tres tipos de desafíos en los que el jugador puede probar su habilidad: FONDOS, TURNOS y TIEMPO.
  - FONDOS: En esta clase de desafíos el jugador tiene que superar una serie de mapas usando solo los "fondos" de dinero disponibles.
  - TURNOS: En esta clase de desafíos el jugador tiene que superar una serie de mapas usando solo los "turnos" de que dispone.
  - TIEMPO: En esta clase de desafíos el jugador tiene que superar una serie de mapas dentro de un límite de tiempo prefijado.
- Duelo: Este es un trepidante modo a tiempo real en el que el jugador tendrá que enfrentarse a unidades enemigas en seis mapas diferentes.
- Tienda: En la tienda el jugador tiene la posibilidad de comprar nuevos mapas y uniformes para los OJs, así como conseguir información de utilidad.
- Historial: Desde aquí el jugador podrá obtener información detallada sobre sus logros conseguidos a lo largo del juego.
- Estudio: Aquí puedes crear tus niveles y otras cosas. Recuerda que tienes que darle al botón girar.

## OJ
Advance Wars: Dual Strike consta con 27 oficiales jefe, los cuales son.

### OJ de Orange Star
| OJ    | Habilidad                                                                                               | Debilidad                                              | Poder especial | Superpoder especial |
| ----- | --- | ------------------------------------------------------ | --- | --- |
| Andy  | Ninguna.                                                                                                | Ninguna.                                               | Mega Reparación: Cura 2 PV a todas las unidades(no pueden pasar de 10). Aumenta la defensa y ataque 10% (110%).                                                 | Impulso Técnico: Cura 5 PV a todas las unidades (no pueden pasar de 10). (130% de ataque, +2 de movimiento, 110% de defensa).                                                               |
| Max   | Maestro en combate directo (+20%).                                                                      | Débil en largas distancias (Indirectos -1 de alcance). | Max Fuerza: Aumenta la potencia de las unidades directas en 60% (el resto en 10% de ataque y defensa).                                                          | Onda Expansiva: Aumenta de forma espectacular la potencia de las unidades de combate directo +90% (10% el resto y 10% de defensa).                                                          |
| Sami  | Experta en infantería. La infantería captura un 50% más rápido que las otras, y tiene +30% de potencia. | Débil en combate directo (-20%).                       | Superavance: Infantería recibe +60% de ataque, +1 de movimiento. Resto de unidades +10% de ataque y defensa.                                                    | Marcha Triunfal: Infantería recibe +90% de ataque, +2 de movimiento, además de poder capturar en un turno aunque no tenga todos los PV. El resto de tropas recibe +10% de ataque y defensa. |
| Nell  | Buena Estrella (+15% de sue)rte                                                                         | Ninguna.                                               | Hiperestrella: Da 10% de ataque y defensa y +60% de suerte. | Señora Fortuna: Da 10% de ataque y defensa y +100% de suerte. |
| Hachi | Usa rutas secretas para obtener costes bajos de despliegue -10% (90%).                                  | Ninguna.                                               | Trueque: Habla con tanta autoridad que baja aún más los costes de despliegue 50%. Otorga 10% de ataque y defensa.                                               | Sindicato: Baja los costes de despliegue en 50%. Puede desplegar tropas terrestres en todas sus ciudades.                                                                                   |
| Jake  | Tropas fuertes en los llanos +10%                                                                       | Ninguna.                                               | Rompecampos: El rango de disparo de sus vehículos sube 1 espacio, otorga más poder a sus tropas en los llanos +30%, en otros terrenos +10% de ataque y defensa. | Hipercombate: El rango de disparo de sus vehículos sube 1 espacio y el de movimiento sube 2, otorga gran poder a sus tropas en los llanos +50%, en otros terrenos +10% de ataque y defensa. |

### OJ de Blue Moon
| OJ    | Habilidad                                                                                                  | Debilidad                               | Poder especial | Superpoder especial |
| ----- | --- | --------------------------------------- | --- | --- |
| Olaf  | Sin penalizaciones de doble gasto de combustible en la nieve, además en este clima tiene +20% de potencia. | Ninguna.                                | Ventisca: una ventisca que provoca 2 días de nieve, lo que lleva gasto extra de combustible para el enemigo. +30% de potencia, +10% de defensa. | Furia Invernal: Provoca una tormenta que resta 2 PV a todas las unidades enemigas más el gasto de combustible. +30% de potencia, +10% de defensa. |
| Grit  | Unidades indirectas +1 de alcance y +20% de potencia.                                                      | Unidades directas con -20% de potencia. | Emboscada: Unidades indirectas +1 de rango y +50% de potencia. Las demás reciben +10% de potencia y defensa.                                    | Camuflaje: Unidades indirectas +2 de rango y +50% de potencia. Las demás unidades reciben +10% de potencia y defensa.                             |
| Colin | Unidades más baratas -20% coste de despliegue                                                              | Poca potencia por su inexperiencia -10% | Fiebre del oro: Multiplica sus fondos de despliegue x1,5. (+10% de ataque y defensa).                                                           | Poder del dinero: Usa su dinero para aumentar su potencia mientras más fondo tenga más será su potencia (3%*1000). (+10% de ataque y defensa).    |
| Sasha | Usa su riqueza para aumentar los fondos por base aliada +100 por base                                      | Ninguna.                                | Golpe de guerra: Mientras más fondos tenga más disminuirá el indicador de poder del enemigo. +10% de ataque y defensa.                          | Látigo de ira: aumenta sus fondos al dañar al enemigo. Cuanto más daño cause mayor serán los ingresos. +10% de ataque y defensa.                  |

### OJ de Green Earth
| OJ     | Habilidad | Debilidad                                                 | Poder especial | Superpoder especial |
| ------ | --- | --------------------------------------------------------- | --- | --- |
| Águila | Las unidades aéreas usan menos combustible que las del enemigo (-2 unidades por día) y son más fuertes (+20% de potencia).      | Unidades navales más débiles. (-10% potencia).            | Asalto Relámpago: Permite a todas las unidades que no sean de infantería moverse otra vez ese turno pero su potencia baja a la mitad. (+10% de ataque y defensa).                         | Ataque Relámpago: Permite a las unidades que no sean infantería moverse otra vez ese turno sin penalización de potencia. (+10% de ataque y defensa).                                           |
| Drake  | Unidades navales con mayor potencia (+20%).                                                                                     | Unidades aéreas más débiles (-10% potencia).              | Tsunami: Provoca un maremoto que resta 1 PV a todas las unidades enemigas y les baja el combustible a la mitad. +10% de ataque y defensa.                                                 | Tifón: Provoca un maremoto que resta 2 PV a todas las unidades enemigas y les baja el combustible a la mita, también provoca un día de lluvia. +10% de potencia y defensa.                     |
| Jess   | Vehículos potentes (+20% de potencia).                                                                                          | Unidades aéreas y navales más débiles (-10% de potencia). | Turbo: El rango de movimiento de sus vehículos sube 1 espacio además aumenta su potencia +50%, además de suministrar munición y combustible. Las demás unidades +10% de ataque y defensa. | Superturbo: El rango de movimiento de sus vehículos sube 2 espacio además aumenta su potencia +70%, además de suministrar munición y combustible. Las demás unidades +10% de ataque y defensa. |
| Javier | Se defiende bien en el combate indirecto (+20% de defensa contra indirecto). Su defensa sube al capturar torres de comunicación | Ninguna.                                                  | Escudo de Hierro: Aumenta aún más la defensa contra indirectos (+40% de defensa contra indirectos) y duplica el efecto de las torres de comunicación. +10% de ataque y defensa.           | Torre del poder: Su defensa contra indirectos sube más (+80% de defensa contra indirectos) y triplica el efecto de las torres de comunicación. +10% de ataque y defensa.                       |

### OJ de Yellow Comet
| OJ     | Habilidad | Debilidad                                    | Poder especial | Superpoder especial |
| ------ | --- | -------------------------------------------- | --- | --- |
| Kanbei | Gran capacidad de ataque como de defensa.                                                                                             | Coste de despliegue alto (+20% de coste).    | Fuerza Moral: Aumenta el rango de ataque de todas las unidades (+60% de potencia y 30% de defensa).                                                               | Espíritu Samurái: Refuerza la capacidad defensiva y ofensiva de todas las unidades (+60% de potencia y defensa). El daño producido en los contraataques es multiplicado x2.                                          |
| Sonja  | Amplia el rango de visión +1 de visión, el enemigo no puede ver los PV de las unidades.                                               | Mala suerte -5%                              | Ultravisión: Aumenta la visión en 1 y puede ver a las unidades enemigas en bosques, arrecifes y otras zonas. +10% de ataque y defensa.                            | Contraataque: Aumenta la visión en 1 y puede ver las unidades enemigas en bosques, arrecifes y otras zonas, Los contraataques son mucho más fuertes ya que ataca primero cuando la atacan. +10% de ataque y defensa. |
| Sensei | Infantería poderosa +10% de potencia, gran capacidad de transporte +1 espacio de movimiento, helicópteros poderosos +50% de potencia. | Unidades navales débiles (-10% de potencia). | Misión Aérea: Ofensiva de los helicópteros +80% y despliega unidades de infantería con 9 PV en todas sus ciudades. +10% de ataque y defensa el resto de unidades. | Asalto Aéreo: Ofensiva de los helicópteros +80% y despliega en todas sus ciudades unidades mecanizadas con 9 PV. +10% de ataque y defensa el resto de unidades.                                                      |
| Grimm  | Potencia incrementada (+30% de potencia).                                                                                             | Baja defensa (-20% de defensa).              | Golpe Kamikaze: Aumenta el rango de ataque de todas sus unidades. (+60% de potencia y +10% de defensa).                                                           | Tempestad: Aumenta espectacularmente el rango de movimiento de todas sus unidades. (+90% de potencia y +10% de defensa).                                                                                             |

### OJ de Black Hole
| OJ             | Habilidad | Debilidad                                            | Poder especial | Super Poder especial |
| -------------- | --- | ---------------------------------------------------- | --- | --- |
| Maverick/Hawke | Todas las unidades poseen una potencia superior. (+10% de potencia).                                           | Toma más tiempo que el resto de OJ en usar su poder. | Ola Negra: Resta 1 PV a todas las unidades enemigas y cura 1 PV a todas sus unidades. +10% de ataque y defensa.                                                     | Tormenta Negra: Resta 2 PV a todas las unidades enemigas y cura 2 PV a todas sus unidades. +10% de ataque y defensa.                                          |
| Helmut/Flak    | Gran potencia de disparo (+25% de suerte).                                                                     | Su técnica es bastante chapucera (-10% de suerte).   | Fuerza Bruta: Aumenta la dispersión de fuego (-20% de suerte), aunque existe la posibilidad de un ataque superpotente (+50% de suerte). +10% de ataque y defensa.   | Golpe Bárbaro: Aumenta aún más la dispersión de fuego (-40% de suerte), aumenta la potencia de forma espectacular (+90% de suerte). +10% de ataque y defensa. |
| Kat/Lash       | Experta en aprovechar las características del terreno a su favor. +10% de potencia por estrella en el terreno. | Ninguna.                                             | Táctica de campo: Hace que el coste de movimiento sea 1. +10% de potencia y defensa.                                                                                | Táctica Superior: Hace el coste de movimiento sea 1 y duplica las estrellas del terreno. +10% de potencia y defensa.                                          |
| Adder          | Experto en tomar decisiones rápidas, puede usar su poder OJ antes que otros.                                   | Ninguna.                                             | Viento Lateral: Aumenta el rango de movimiento en 1. +10% de potencia y defensa.                                                                                    | Escuadrón Mortal: Aumenta el rango de movimiento 2. +10% de potencia y defensa.                                                                               |
| Jugger         | Gran potencia de disparo (+35% de suerte).                                                                     | Su técnica es bastante chapucera (-15% de suerte).   | Golpe Circular: Aumenta la dispersión de fuego (-25% de suerte), aunque existe la posibilidad de un ataque superpotente (+55% de suerte). +10% de ataque y defensa. | Sistema Arrasado: Aumenta la dispersión de fuego (-45% de suerte), aumenta la potencia de forma espectacular (+95% de suerte). +10% de ataque y defensa.      |
| Zak/Koal       | Unidades fuertes en carreteras (+10% de potencia), puede usar su poder de OJ antes que los demás.              | Ninguna.                                             | Motores de Ira: +1 de rango de movimiento y mayor potencia en carretera. +30% de potencia. +10% de potencia y defensa en otros terrenos.                            | Asfalto Brutal: +2 de rango de movimiento y mayor potencia en carretera. +50% de potencia. +10% de potencia y defensa en otros terrenos.                      |
| Candy          | Aumenta la potencia de sus unidades en las ciudades (+41% de potencia).                                        | Ninguna.                                             | Poder Urbano: Las unidades son más fuertes en las ciudades (+81% de potencia) y resta 3 PV a todas las unidades enemigas en ciudades. +10% de potencia y defensa.   | Alta Sociedad: Las unidades se hacen más fuerte en las ciudades (+120%) y ganan potencia por cada ciudad aliada. +10% de potencia y defensa.                  |
| Von Bolt       | +10% de potencia y defensa.                                                                                    | Ninguna.                                             | No tiene poder. | Demolición: Lanza rayos que restan 3 PV a todas afectadas y las paraliza por un turno. +10% de potencia y defensa.                                            |